# Chaetostrichella pungens
Chaetostrichella pungens is een vliesvleugelig insect uit de familie Trichogrammatidae. De wetenschappelijke naam is voor het eerst geldig gepubliceerd in 1904 door Mayr.